# Morgano
Morgano là một đô thị ở tỉnh Treviso trong vùng Veneto, có cự ly khoảng 30 km về phía tây bắc của Venice và khoảng 12 km về phía tây của Treviso. Tại thời điểm ngày 31 tháng 12 năm 2004, đô thị này có dân số 3.964 người và diện tích là 11,7 km².
Morgano giáp các đô thị: Istrana, Paese, Piombino Dese, Quinto di Treviso, Zero Branco.